# فيروسات توأمية
الفيروسات التوأمية (بالإنجليزية: Geminiviridae)‏هي فيروسات نباتية بجينوم حلقي أحادي سلسلة الدي أن إيه وهي بذلك ضمن المجموعة الثانية من تصنيف بلتيمور للفيروسات . الجينوم يمكن أن يتكون من سلسلة أحادية مكونة من 2500 حتى 3000 نوكليوتيد